# Яя Госселін
Фелісіта Леон "ЯЯ" Госселін (англ. YaYa Gosselin, нар. 26 січня 2009, Даллас, Техас, США) — американська акторка. Відома ролями Талі Лакруа у телесеріалах «ФБР» та «ФБР: Найбільш розшукувані» та Міссі Морено у фільмі «Ми можемо бути героями».

## Біографія
Госселін народилася в Далласі 26 січня 2009 року в родині Моніки Мендес-Госселін. Ім'я Госселін при народженні, Фелісіта, було на честь її прабабусі Фелісіти Чавес, а її прізвисько Яя. У віці трьох років вона почала грати в дитячому театрі Далласа, а також вивчала акторську майстерність у DTV Studios. Госселін вивчав сучасний балет в Ohlook Performing Arts Center. Має двох молодших сестер. Вони латиноамериканці.

## Кар'єра
У віці п’яти років Госселін підписала контракт з агентством і через місяць знайшла свою першу роботу, знявшись моделлю для таких рекламних роликів, як JCPenney, Famous Footwear, Hasbro та Conn’s HomePlus. У 2017 році вона з'явилася в «Після Омеласа». У 2018 році вона незначно знялася в бойовику М'ята» та антологічному телесеріалі «Судна ніч».
Госселін зіграла Дженні Фінлі у фільмі «Лорд Фінн», за яку вона отримала нагороду як найкраща дитяча жіноча роль на кінофестивалі Sunny Side Up у 2020 році. Вона з’явилася в повторюваній ролі у «ФБР», перш ніж з’явитися у "ФБР: Найбільш розшукувані". У серпні 2019 року, у віці десяти років, Госселін, як повідомлялося, приєднався до акторського складу фільму Netflix «Ми можемо бути героями», окремого продовження «Пригод хлопчика-акули та дівчини-лави» в 3-D. Госселін заявила, що їй подобаються зйомки та каскадерська робота, кажучи, що це «безперечно складно, але це так весело». Netflix випустив фільм 25 грудня 2020 року. Госселін отримала похвалу за свою гру. Chicago Sun-Times високо оцінив її «переможну гру», а RogerEbert.com сказав, що ця роль, «сподіваюся», стане «проривом у довгій кар’єрі». За перші чотири тижні після прокату фільм переглянули 44 мільйони користувачів. У січні 2021 року Netflix замовила продовження. У грудні того ж року Госселін було оголошено головною акторкою в серіалі Apple TV+ Surfside Girls разом з Мією Чех.

## Фільмографія
| Рік       |    | Українська назва                       | Оригінальна назва               | Роль              |
| --------- | -- | -------------------------------------- | ------------------------------- | ----------------- |
| 2017      | кф | Після Омеласа                          | After Omelas                    | Лорен             |
| 2018      | ф  | М'ята                                  | Peppermint                      | Ана               |
| 2018      | с  | Судна ніч                              | The Purge                       | Пенелопа          |
| 2018      | кф | Сміятися до болю                       | Laugh Till It Hurts             | Тіара             |
| 2018      | кф | Закон і порядок: спецпідрозділ         | Law and Order: Sting Unit       | Олівія            |
| 2018      | кф | День 13                                | Day 13                          | Габбі Рей         |
| 2019      | ф  | Лорд Фін                               | Lord Finn                       | Дженні Фінлі      |
| 2019—2020 | с  | ФБР                                    | FBI                             | Талі Лакруа       |
| 2019—2020 | с  | 13 причин чому                         | 13 Reasons Why                  | Граціелла Паділла |
| 2020—2022 | с  | ФБР: Найбільш розшукувані              | FBI: Most Wanted                | Талі Лакруа       |
| 2020      | ф  | Ми можемо бути героями                 | We Can Be Heroes                | Міссі Морено      |
| 2021      | ф  | Поради доктора Берда для сумних поетів | Dr. Bird's Advice for Sad Poets | Джорі             |
| 2022      | с  | Серфсайдські дівчата                   | Surfside Girls                  | Саманта Торрес    |